# NRW Undergraduate Science Award
Der NRW Undergraduate Science Award ist eine Auszeichnung für Studenten, die noch während ihres Studiums eine wissenschaftliche Arbeit in einem renommierten Journal oder auf einer renommierten Konferenz publizieren.
Im Oktober 2001 wurden im Rahmen einer Initiative des Bundeslandes Nordrhein-Westfalen (NRW) sieben internationale Graduate Schools gegründet. Zur Förderung von studentischer Forschungstätigkeit vor dem eigentlichen Studienabschluss vergibt jede dieser Graduate Schools in NRW jährlich einen mit 1500 Euro dotierten Preis für eine herausragende Publikation zu dem jeweiligen Forschungsschwerpunkt der Graduate School. Die Vergabe der sieben verschiedenen Preise (einer je Graduate School) erfolgt in feierlichem Rahmen in der Landeshauptstadt Düsseldorf.

## Vergabekriterien
Die Auswahl der Preisträger geschieht anhand einer wissenschaftlichen Veröffentlichung in einer Fachzeitschrift oder auf einer Konferenz im Forschungsschwerpunkt der jeweiligen Graduate School. Jede der Graduate Schools sucht ihren Preisträger, der zum Zeitpunkt der Veröffentlichung noch Student sein muss, selbst aus. Eine Selbstbewerbung ist möglich und erwünscht.

## Preisträger
| Preisträger               | Stiftende Graduate School                                 | Ort                                          |
| ------------------------- | --------------------------------------------------------- | -------------------------------------------- |
| Benjamin Schuster-Böckler | Bioinformatics and Genome Research                        | Universität Bielefeld                        |
| Zina-Mary Manjaly         | Neurosciences                                             | Ruhr-Universität Bochum                      |
| Hari Prasad Thadakamalla  | Production and Logistics                                  | Technische Universität Dortmund              |
| Gevork Mnatzakanian       | Genetics and Functional Genomics                          | Universität zu Köln                          |
| Tamara Niazov             | Molecular Functional Structures and Solid State Materials | Westfälische Wilhelms-Universität in Münster |
| Andreas Krause            | Dynamic Intelligent Systems                               | Universität Paderborn                        |

| Preisträger                  | Stiftende Graduate School                                 | Ort                                          |
| ---------------------------- | --------------------------------------------------------- | -------------------------------------------- |
| Martin Bader                 | Bioinformatics and Genome Research                        | Universität Bielefeld                        |
| Marco Timmer                 | Neurosciences                                             | Ruhr-Universität Bochum                      |
| Annika Kuhl                  | Production and Logistics                                  | Technische Universität Dortmund              |
| Georgios Markopoulos         | Molecular Functional Structures and Solid State Materials | Westfälische Wilhelms-Universität in Münster |
| Martin Nöllenburg            | Dynamic Intelligent Systems                               | Universität Paderborn                        |
| Elke Lüdemann und Xuan Zhang | Economics                                                 | RGS-Econ                                     |

Vor dem Jahr 2007 wurden die Preise nach dem Jahr benannt, in dem die Bewerbungsfrist endete. Daher gibt es keine Preise im Jahr 2006, in dem die Benennung geändert wurde.
| Preisträger        | Stiftende Graduate School                                 | Ort                                          |
| ------------------ | --------------------------------------------------------- | -------------------------------------------- |
| Nikolaos Sgourakis | Bioinformatics and Genome Research                        | Universität Bielefeld                        |
| Simon Jacob        | Neurosciences                                             | Ruhr-Universität Bochum                      |
| Gerd Sebastiani    | Production and Logistics                                  | Technische Universität Dortmund              |
| Ute Scholl         | Genetics and Functional Genomics                          | Universität zu Köln                          |
| Zachary Quinkert   | Molecular Functional Structures and Solid State Materials | Westfälische Wilhelms-Universität in Münster |
| Rolf Harren        | Dynamic Intelligent Systems                               | Universität Paderborn                        |